# Acquaviva (cognom)
Acquaviva és el cognom d'una il·lustre família italiana del Regne de Nàpols, i que va tenir en feu molts béns arrels en els Abruços i en la Marca d'Ancona, i llur principal residència en un castell situat als peus del Gran Sasso d'Itàlia. La seva genealogia comença amb Reinaldo Acquaviva, al que afavorí Arrigo VI, rei de Sicília, cedint-li tots els feus que posseïa Lleó d'Atri. Aquesta família compta amb notables i il·lustres personatges; tenia per a divisa: Honneur sanf, souci unl.